# Platynaspis
Platynaspis  (лат.) — род божьих коровок из подсемейства Chilocorinae.

## Описание
Верх тела и глаза покрыты волосками.

## Систематика
В составе рода:
- Platynaspis flavoguttata (Gorham, 1894)
- Platynaspis luteorubra (Goeze, 1777)
- Platynaspis nepalensis Canepari, 1997
- Platynaspis ocellimaculata Pang & Mao, 1979
- Platynaspis trimaculata Weise, 1910